# Kara no Kyōkai – the Garden of sinners
Kara no Kyōkai – the Garden of sinners (jap. 空の境界 – the Garden of sinners), auch als Rakkyo (らっきょ) bezeichnet, ist eine japanische Light-Novel-Reihe, die von Kinoko Nasu geschrieben und von Takashi Takeuchi illustriert wurde. Die mehr als 500.000 Mal verkaufte Romangrundlage wurde als Hörspiel und Anime-Filmreihe adaptiert. Die sieben Einzelfilme sind zwischen 2007 und 2009 in den japanischen Kinos gelaufen.
Die Light-Novel-Reihe erzählt die Geschichte des gewöhnlichen Jungen Mikiya, der in einer Welt, die von Magie und Fabelwesen geprägt ist, auf die unter einer mehrfach gespaltenen Persönlichkeit leidende Schülerin Shiki trifft. Obwohl sich beide ihrer Beziehung zueinander nicht bewusst sind, kommen sie sich trotz der Einflüsse eines bösen Zauberers näher, gegen den sie sich außerdem verteidigen müssen.

## Handlung

### Kapitel 2 –Satsujin Kōsatsu (Mae): ……and nothing heart.
殺人考察（前） ……and nothing heart. (wörtlich: „Betrachtungen eines Mörders (Teil 1)“)
Zeitraum: 1995 bis Januar 1996
dt. Filmtitel: Mordverdacht (Teil 1)
Der Schüler Mikiya Kokutō (黒桐 幹也, Kokutō Mikiya) trifft bei einem Spaziergang auf die merkwürdige, im Schnee stehende und nur mit einem Kimono bekleidete Shiki Ryōgi (両儀 式, Ryōgi Shiki). Während seiner Einschulung trifft Mikiya sie erneut. Sie findet keinen Anschluss, doch der gesprächige und freundliche Mikiya schafft es, eine freundschaftliche Beziehung zu dem Mädchen aufzubauen, das aus dem Geschlecht der Ryōgi stammt. Diese Familie versucht schon seit Generationen einen Menschen zu erschaffen, der alle anderen Menschen übertrifft. So wurden nicht nur die Kinder dazu getrieben, verschiedene Arten der Kampfkünste zu erlernen, sondern auch eine gespaltene Persönlichkeit zu entwickeln. Dies sollte dem Ziel dienen, die unterschiedlichen Individuen auf unterschiedliche Dinge zu spezialisieren. Ihr wurden daher zwei Namen, Shiki (識) und Shiki (式), gegeben. Der eine (識) beschreibt die zerstörerische maskuline Seite, der andere (式) hingegen das konstruktive feminine Verhalten. Je nach Persönlichkeit verändern sich ihr Verhalten und ihre Denkweise vollständig. Sie ist sich dieser Situation bewusst und unter Kontrolle ihrer femininen Seite.
So hat zunächst die feminine Seite die Kontrolle über Shiki, doch ist sie der Überzeugung, Serienmorde begangen zu haben. Nachdem Mikiya sie eines Tages blutüberströmt findet, will er die Wahrheit herausfinden. So schleicht er sich in das Anwesen der Familie, er glaubt nicht, dass sie eine Mörderin sei, doch wird er von ihr bemerkt. So offenbart er Shiki, dass er ihr vertraue, doch sie ist davon überfordert und hält ihm eines Abends ein Messer an die Kehle.

### Kapitel 4 –Garan no Dō: garan-no-dou.
伽藍の洞 garan-no-dou. (wörtlich: „Höhle der Kathedrale“, sinngemäß: „Die Leere“)
Zeitraum: Juni 1998
dt. Filmtitel: Der leere Tempel
Bevor sie Mikiya töten kann, wird Shiki, emotional geschwächt, vom Zauberer Sōren Araya (荒耶宗蓮) dazu gebracht, sich vor ein Auto zu werfen. Getrieben von dem Ziel, mit Hilfe von Shikis Körper die Wurzel aller Dinge zu erreichen, nach der die Zauberer vergeblich suchen, führt er verschiedenste Experimente an Shiki und den Menschen der Stadt durch.
Von Mikiya umsorgt liegt Shiki zwei Jahre lang im Koma. Als sie im Juni 1998 im Krankenhaus erwacht, sieht sie die Welt überlagert mit den „Schnittstellen“ (a) des Todes. Von diesem grauenvollen Anblicken überwältigt versucht sie, sich die Augen auszustechen. Als psychisch instabil eingestuft, verbieten die Ärzte Mikiya, die gerade erwachte und ziellos im Bett liegende Shiki zu besuchen. Noch während der Zeit ihres Komas erhielt Mikiya seinen Schulabschluss und begann für die Magierin Tōko Aozaki (蒼崎 橙子) zu arbeiten. Diese gibt sich als Psychiaterin aus und kann somit in Mikiyas Namen Shiki weiter betreuen. Aber Tōko hat auch noch wesentlich mehr im Sinn, da sie eine Verwendung für Shiki sieht. So erklärt sie der durch den Augenverband nichts mehr sehen könnenden Shiki, dass nach dem Unfall ihre maskuline und gefährliche Seite gestorben sei und sie mit diesem Tod auch alle Erinnerungen verloren hat, die nur dieser meistens von ihr aktive Teil besaß. So kann sie sich nicht mehr an „den Jungen mit einer idealen Persönlichkeit, den sie beschützen wollte“ erinnern.
Aufgrund der Leere in ihrem Körper versuchen sich die Geister der Verstorbenen, sich ihrer Hülle in der Nacht zu bemächtigen. Tōko platziert in weiser Voraussicht eine magische Rune an der Tür und erklärt ihr diese seltsamen Wahrnehmungen als die besondere Gabe, den Tod vorhersehen zu können. Einem der Verstorbenen gelingt es dennoch, die Rune zu überwinden. Dieser Geist in einem leblosen Körper versucht Shiki in ihrem Bett zu erwürgen, wobei Shiki kaum Widerstand leistet. Kurz vor ihrem möglichen Tod gelangt sie aufgrund der vorherigen Worte von Tōko zu der Überzeugung den Körper von Shiki Ryōgi nicht einem Fremden überlassen zu wollen. Im Kampf zwischen den beiden springt sie schließlich zusammen mit ihrem Angreifer aus dem Fenster des Krankenhauses. Im Hinterhof trifft sie auf Tōko, die solche Angriffe aber nicht deren Intensität vorhergesehen hatte. Ihre Magie nicht ausreichend, um den Geist zu stoppen, aber in Shiki erwacht ein Anfang eines neuen Ichs. Sie stellt sich nun ihrem Verfolger entgegen, ist ihm aber nicht gewachsen und bricht sich bei ihren Schlägen die Finger. Sich kurz dem Angreifer entfernen könnend, wirft ihr Tōko ein Messer zu, das sich zusammen mit ihrer Wahrnehmung für die verwundbaren Stellen als wirkungsvolle Waffe erweist. Dennoch gelingt es dem Geist im letzten Moment sich in ihren leeren Körper zu flüchten. Haltlos und voller Zorn sticht sich Shiki daraufhin selbst mit dem Messer in die Brust, um den in ihr wohnenden Störenfried zu töten.
Nach dem Ende des Kampfes bietet Tōko ihr einen Handel an. So soll Shiki für Tōko Geschäft arbeiten und sie erklärt ihr dafür den Umgang mit ihrer erworbenen Fähigkeit. Im Anschluss bricht Shiki erschöpft zusammen und erwacht im Krankenhaus mit Mikiya an ihrer Seite.

### Kapitel 3 –Tsūkaku Zanryū: ever cry, never life.
痛覚残留 ever cry, never life.
Zeitraum: Juli 1998
dt. Filmtitel: Verbliebener Sinn für Schmerz
Die Schülerin Fujino Asagami (浅上 藤乃) wird jede Woche in einem unterirdischen und heruntergekommenen Lokal von mehreren Jugendlichen sexuell misshandelt. Sie scheint das perfekte Opfer zu sein, da sie sehr schön ist und keinen Schmerz zu empfinden vermag. Eines Tages setzt sie die in ihr schlummernden Fähigkeiten ein und tötet sie alle bis auf Keita Minato (湊 啓太), einen der Vergewaltiger, der entkommt.
Fujino wird im Regen auf der Straße sitzend von Mikiya gesehen und da Mikiya kein Mädchen im Regen sitzen lassen kann, bietet er ihr an, die Nacht bei ihm zu verbringen. Fujino, die noch ihre Schuluniform trägt, folgt ihm dankbar. Am nächsten Morgen wird beim Frühstück über die toten Jungen berichtet und erklärt, dass diese den Tod verdient hätten. Daraufhin wird Fujino hysterisch und schreit, dass es niemand verdient habe, zu sterben, und verlässt anschließend die Wohnung.
Mikiya steckt derweil in einer finanziellen Krise, weil Tōko ihr gesamtes Geld für magische Gegenstände ausgegeben hat. Daher bittet er seinen alten Schulfreund Gakuto (学人) um Hilfe. Im Gegenzug sucht Mikiya nach dem verschwundenen Schulanfänger Keita. Von Tōko bekommt Shiki die Aufgabe, den Mörder zu fassen und diesen notfalls zu töten. Sie soll Mikiya auch bei seiner Schwester entschuldigen, da er nicht zu einem Treffen kommen kann. Zusammen mit Mikiyas Schwester Azaka Kokuto (黒桐 鮮花) trifft Shiki deren naiv wirkende Freundin Fujino. Ursprünglich wollte sich Fujino mit Mikiya treffen, um ihn ebenfalls darum zu bitten, Keita aufzuspüren.
Fujino sucht nun selbst nach Keita, indem sie Leute aus dessen Umfeld befragt. Sie trifft auf einen Freund von Keita, der ebenfalls in die Misshandlungen verwickelt war, von Keita jedoch nichts weiß. Damit er sie nicht an Keita verrät, tötet sie ihn. Shiki beobachtet dieses Vorgehen und verdächtigt sie, doch lässt sie sich von Fujinos Aussage, sie habe keine andere Wahl gehabt, von weiteren Handlungen abbringen. Mikiya findet unterdessen den panischen Keita, der von Fujinos Anrufen verfolgt wird. Als er Mikiya mitteilt, das Fujino die anderen durch bloßes Ansehen zerriss, bringt Mikiya ihn zu Tōko, die erklärt, dass Fujino über eine psychische Fähigkeit verfügt, die sie in der Vergangenheit erworben hat.
Als Fujino erneut auf Shiki trifft, kämpfen beide und Shiki gelingt es, Fujinos Augen auszuweichen, büßt jedoch einen Arm ein und muss sich zurückziehen. Es wird offenbart, dass die schmerzunempfindliche Fujino Menschen tötet, weil sie glaubt, die Schmerzen der anderen empfinden zu müssen, um sich menschlich zu fühlen. Shiki ist auf der Suche nach einer Person wie sie selbst, um in einem Kampf das Gefühl zu haben, am Leben zu sein. Shiki, die sich nicht mehr leer fühlt, greift Fujino erneut an und kann sie nach langem Kampf festsetzen.
Mikiya fand währenddessen heraus, dass Fujinos Vater dafür verantwortlich war, dass ihre Emotionen und Schmerzen unterdrückt wurden, damit ihre psychokinetischen Fähigkeiten ebenfalls unterdrückt blieben. Wie die Familie der Ryōgi besitzen auch die Kinder der Asagami über spezielle Fähigkeiten, die aber von ihren Eltern bewusst unterdrückt werden. Dazu kam, dass Fujino unter einer Krankheit litt und nicht lange zu leben hatte. Ihr Vater ist auch der Auftraggeber, der Fujinos Tod erbeten hat, damit sie ihre Fähigkeiten nicht anwendet.
Mikiya fährt nun mit Tōko zu dem Ort des Kampfgeschehens, kommt allerdings erst dort an, als der Kampf bereits entschieden ist. Shiki gelang es Fujino, die unter Bauchkrämpfen leidend nicht mehr kämpfen konnte, durch einen Messerstich die Krankheit in Fujinos Körper zu töten. So überlebt Fujino und Tōko bietet Shiki an, ihren Arm zu ersetzen. Shiki selbst glaubt nun ihre wahre Bestimmung – zu Töten – gefunden zu haben.

### Kapitel 1 –Fukan Fūkei: Thanatos.
俯瞰風景 Thanatos. (wörtlich: „Überblick über die Szenerie“, sinngemäß: „Der Blick von oben herab“)
Zeitraum: September 1998
dt. Filmtitel: Thanatos.
Im Sommer 1998 sorgt eine mysteriöse Serie von Zwischenfällen für Aufsehen, bei denen sich Schülerinnen ohne erkennbaren Grund vom Fujyō Gebäude stürzen. Es macht das Gerücht die Runde, dass Geister um das Hochhaus kreisen. Obwohl Shiki und Tōko von dem Fall nicht viel halten, betritt Shiki das Gebäude, nachdem sie einem weiteren Sturz zusehen muss und Mikiya in einen Tiefschlaf gefallen ist. Innen begegnet sie dem verantwortlichen Geist, der Seele von Kirie Fujō (巫条 霧絵), der sie gerade noch entkommen kann. Dabei war sie gezwungen sich ihre Armprothese abzutrennen und kehrt allein in ihre Wohnung zurück, während Tōko an einem besseren Arm arbeitet.
Davon überzeugt, dass der Geist auch für den Tiefschlaf Mikiyas verantwortlich ist, betritt sie erneut das Hochhaus und steigt auf das Dach. Dort besiegt sie in einer kämpferischen Auseinandersetzung alle Seelen der gefallenen Mädchen und ebenfalls die Seele von Kirie.
Tōko ist derweil im Krankenhaus, in dem die erkrankte Kirie liegt. Diese kann das Bett nicht verlassen und wünschte sich daher, fliegen zu können. So erschuf sie einen Geist, der die Mädchen auf dem Dach im Traum zum Fliegen aufforderte, sodass einige nach dem Aufwachen wieder fliegen wollten und sich vom Dach stürzten. Da ihr zweites Ich von Shiki getötet wurde, stürzt sich Kirie ebenfalls in die Tiefe.

### 1. Unterbrechung –Kyōkai Shiki
境界式
In dem kurzen Zwischenstück wird der mit einem schwarzen Totenhemd bekleidete Zauberer, Sōren Araya (荒耶宗蓮), vorgestellt, der Fujino Asagami und Kirie Fujō seine Hilfe anbot, die von ihnen ohne nachzudenken akzeptiert wurde.

### Kapitel 5 –Mujun Rasen: Paradox Paradigm.
矛盾螺旋: Paradox Paradigm. (dt. „Widersprüchliches Paradigma: Widersprüchliches Paradigma“)
Zeitraum: November 1998
dt. Filmtitel: Paradoxe Helix
Eines Nachts wird der Schulabbrecher Tomoe Enjō (臙条 巴) in einen Kampf mit seinen ehemaligen Mitschülern verwickelt, als Shiki auftaucht und die Angreifer niederschlägt. Er wird von Shiki eingeladen, die Nacht bei ihr zu verbringen. In seinen Träumen wird er immer wieder Zeuge, wie seine Mutter zuerst seinen Vater, dann ihn und anschließend sich selbst umbringt. Er bleibt mehrere Wochen bei Shiki, da Mikiya auf einer Weiterbildungsreise ist. Tomoe bemerkt, dass Shiki verfolgt zu werden scheint, diese interessiert das jedoch nicht. Als Tomoe Shiki seine Liebe gesteht, fragt sie ihn lediglich, ob sie ihn töten dürfe, und er stimmt dem zu.
Nachdem Tomoe das Haus verlässt und Mikiya wieder zurückkehrt, treffen Shiki und Mikiyas Schwester Azaka erneut aufeinander. Doch auch nach erneuter Bitte will Mikiya Shiki nicht verlassen und Azaka verlässt sie wieder, nachdem sie die Schriften der Magierin studierte, um selbst einmal eine zu werden. Mikiya stellt unterdessen Nachforschungen über ein Haus an, in dem Morde geschehen sein sollen, die aber nur von den Nachbarn als Schreie bemerkt wurde.
Shiki bekommt am nächsten Morgen ihre neue Waffe, ein 500 Jahre altes Katana, geliefert. Tōko rät ihr ab, diese gefährliche Waffe in der Öffentlichkeit zu tragen, worauf sie Shiki zu Hause lässt. Währenddessen fahren Mikiya und Tōko zu dem fraglichen Gebäude, in dem aber nur eine Familie normal lebt. Unterdessen kehrt Tomoe zu der Wohnung von Shiki zurück und erzählt, das er seine Familie gesehen habe, die er getötet hatte. Am Haus angekommen, stellen sie fest, dass ihnen eine Illusion gezeigt wird, Tomoes Familie tatsächlich tot ist und dass Sōren Araya, der zuvor schon Fujino Asagami und Kirie Fujō auf sie gehetzt hatte, für alles verantwortlich ist. In einem Kampf zwischen den beiden, den Sōren für sich entscheiden kann, wird Shiki in ein spirituelles Gefängnis gesogen.
Mikiya findet einen blonden jungen Mann mit einem roten Mantel bekleidet, Cornelius Arba (コルネリウス゠アルバ), der von Shikis Gefangennahme berichtet. Als Tōko dazukommt, beginnt ein Kampf, bei dem Sōren erscheint und erklärt, dass er die Wurzel aller Dinge finden wolle. Da Shiki bereits an der Wurzel sei, will er ihren Körper übernehmen. Alle Vorkommnisse der letzten Jahre sind sein Werk. Der folgende Kampf endet mit Tomoes und Sōrens Tod. Zwei Wochen danach besucht Mikiya Shiki, doch die weist ihn zurück.

### Kapitel 6 –Bōkyaku Rokuon: fairy Tale.
忘却録音: fairy Tale. (wörtlich: „Vergessene Tonaufnahmen: Feen-Märchen“)
Zeitraum: Januar 1999
dt. Filmtitel: Verlorene Erinnerung
Azaka wird von Tōko darum gebeten, einen Zwischenfall an ihrer Schule zu untersuchen, bei dem sich zwei Mädchen mit Messern angegriffen haben, während der Lehrer, der dabei war, alles sofort zu vergessen schien. Da Fremde das Gelände der renommierten Privatschule nicht betreten dürfen, stellt Azaka die Nachforschungen an. Obwohl sie noch Groll gegen Shiki hegt, bittet sie sie um Hilfe, Feen aufzuspüren, da sie diese sehen kann. In der Schule treffen sie auf ihren Klassenlehrer Satsuki Kurogiri (玄霧 皐月) und kurz darauf Misaya Ōji (黄路 美沙夜).
Am nächsten Tag erfährt Azaka aus Unterlagen der Schule, dass ein Klassenlehrer nach einem Brand in der Schule verschwand, ohne zu kündigen. Als sie den Raum des Brandes besucht, trifft sie auf Misaya. Als sie neben ihr eine Fee erkennt, die dem verschwundenen Lehrer ähnelt, wird sie niedergeschlagen. Shiki, die das Leben von Kaori Tachibana (橘佳　織) untersuchen soll, weckt sie, doch einige Erinnerungen hat sie verloren. Bei den Nachforschungen ergibt sich, dass Kaori krank und schwanger war, der Vater war vermutlich der verschwundene Lehrer Hideo Hayama (叶山 英雄). Mikiya klärt bald auf, dass Hideo die Mädchen benutzte, um sie zu verkaufen. Weitere Recherchen ergeben, dass der Lehrer Satsuki Kurogiri schon lange an Erinnerungen leidet und es an jeder Schule, an der er unterrichtete, zu Todesfällen kam. Tōko erkennt in ihm einen der von der Vereinigung der Zauberer Gesuchten, der die Ursprache und Hypnose beherrscht.
Währenddessen steht Shiki, die in der Schule auf Azaka warten wollte, Satsuki Kurogiri gegenüber. Dieser sagt, dass er nicht über die Feen befehle und den Menschen die Erinnerungen zurückgeben wolle. Als sie ihn dennoch angreift, lässt er sie mittels der Ursprache kurz erblinden und gibt ihr gegen ihren Willen einen Teil ihrer Erinnerungen wieder. Als Azaka auf Satsuki trifft, offenbart er ihr, dass er für Kaoris Selbstmord verantwortlich sei, Misaya die Zauberei lehrte und die Erinnerungen von Menschen sammelte, um diese wieder zurückzugeben. Satsuki selbst wurde als Kind von Feen entführt, die er später selbst umbrachte. Er wurde jedoch von seinen Eltern verstoßen und verlor seine Fähigkeit, seine eigenen Erinnerungen wahrzunehmen, so dass er selbst nicht mehr weiß, ob seine Erinnerungen echt sind. Aus diesem Grunde bediente er sich der Ursprache um parallel zu seinen normalen Gedanken ein zweites Abbild zu schaffen, so dass er durch einen Vergleich beider Teile überprüfen kann, ob seine Erinnerungen wahr sind. Er brachte Kaori aber dazu das zu tun, was er sich schon zuvor wünschte. So soll nun auch Misaya, unter der falschen Erinnerung Hideo sei ihr Bruder, das Schulgebäude mitsamt den Schülern in Brand setzen.
Doch dies kann Azaka verhindern, indem sie Misaya mit ihrer Feuermagie von den falschen Erinnerungen befreit. Zur selben Zeit wird Satsuki von einer der Schülerinnen erstochen, doch empfindet er zum Schluss Reue. Shiki, die nun einen Teil ihrer Erinnerungen zurückbekommen hat, fühlt sich unwohl, auch weil sie mit Mikiya das erste Mal ausgeht.

### 2. Unterbrechung –Kyōkai Shiki
境界式
Ein junger Mann betritt ein Spiellokal, wissend, dass er gegen den einen Spieler nicht gewinnen darf, da dieser ihn sonst auf der Rückseite des Gebäudes zusammenschlägt. Dennoch fordert er ihn heraus, gewinnt das Spiel und wird von dem Verlierer nach hinten gebracht. Doch schlägt er zuerst zu und tötet den eigentlichen Schläger sofort. Um die Leiche verschwinden zu lassen, entschließt er sich, den Körper aufzuessen, kann es jedoch nicht ertragen. Ein Mann, der Zauberer Sōren Araya, fragt ihn daraufhin, warum er den Körper nicht essen könne und ob er nicht etwas Besonderes sei. Daraufhin isst der junge Mann den Toten auf und bekommt seinen Wunsch erfüllt etwas Besonderes zu sein.

### Kapitel 7 –Satsujin Kōsatsu (Ato): ……not nothing heart.
殺人考察（後） ……not nothing heart. (wörtlich: „Betrachtungen eines Mörders (Teil 2)“)
Zeitraum: Februar 1999
dt. Filmtitel: Mordverdacht (Teil 2)
Obwohl Shiki ihn vor zwei Jahren fast getötet hatte, glaubt Mikiya immer noch daran, dass sie nicht für die Morde von damals verantwortlich ist. Der Mörder, der vor zwei Jahren sein Unwesen trieb, ist jedoch zurück und es treten gehäuft Selbstmorde auf, als Shiki wieder einmal alleine in der Nacht unterwegs ist. Mikiya trifft unterdessen auf den wahren Mörder, Lio Shirazumi, ein ehemaliger Schüler einer höheren Klasse von Mikiyas Schule. Er hat mittellanges blondes Haar und trägt eine rote Jacke mit einem schwarzen Rock. Aufgrund der Ähnlichkeit seiner Kleidung zu der Shikis wurde auch sie für die Mörderin gehalten. Als Mikiya ihn fragt warum er es getan habe, antwortet Lio, dass eine innere Stimme es von ihm verlange, seitdem Sōren seine wahre Natur in ihm erweckt habe. Er lehnt das Angebot ab, sich helfen zu lassen, und rennt davon.
Shiki findet auf ihrer Suche nach dem Mörder eine Person, deren Tod sich lohnen würde. Bei einem Telefongespräch mit Mikiya beschließt sie auch, Lio zu töten und zerstreitet sich daraufhin mit Mikiya. Sie spürt sein Versteck auf, in dem er selbst Drogen anbaut und verkauft, damit andere Menschen genauso verrückt werden wie er selbst. Als Shiki zögert, da Mikiya gegen den Mord ist, wird sie von Lio gefangen genommen. Als Mikiya sie befreien will, wird er von Lio in den Kopf gestochen und fällt leblos zu Boden. Lio meint, nur ein Mörder könne ihn verstehen, und es kommt zum Kampf zwischen ihm und Shiki. Sie kann ihn trotz ihrer Verzweiflung über Mikiyas Tod bezwingen, ist aber ebenso schwer verletzt. Doch bald darauf werden sie von der Polizei gefunden und können in einem Krankenhaus behandelt werden, allerdings verliert Mikiya ein Auge. Schließlich kommen sie sich durch dieses Erlebnis noch näher.

### Epilog –Kara no Kyōkai
空の境界
Zeitraum: März 1999
An einem verschneiten Tag im März sieht Mikiya Shiki gedankenlos auf der Straße stehen. Ihre dritte Persönlichkeit ist direkt mit dem Ursprung von allem verbunden, wonach Sōren vergeblich gesucht hatte. Sie erzählt dem gezeichneten Mikiya die Zusammenhänge zwischen den Ursprung und den drei Persönlichkeiten in Shiki. Wie sie sagt besitzt sie nun auch die Fähigkeit seine verbliebenen Verletzungen, sein verlorenes Auge und sein hinkendes Bein, wiederherzustellen. Er lehnt ab, da Shikis Fähigkeiten nur Zerstörung brachten und er sich davor fürchtet, dass es hinterher schlimmer ist als zuvor. Am Ende verabschiedet sich Shikis dritte Persönlichkeit von ihm und verschwindet spurlos. Sie sagt dabei, dass sie sich ab dem nächsten Tag sowieso wieder sehen werden. Mikiya geht daraufhin normal, ohne hinkendes Bein, weiter.

## Konzeption
Die fiktionale Welt, in der die Handlung von Kara no Kyōkai stattfindet, ist dieselbe, wie sie auch in dem von Type-Moon kreierten Werk Tsukihime verwendet wird. Da Kara no Kyōkai aber bereits vor der Veröffentlichung von Tsukihime erschien, wird dieser Veröffentlichung der Entwurf der fiktionalen Welt zugeschrieben. Die beiden Werke besitzen viele Parallelen. So sind sich die handelnden Figuren sowohl vom Charakter als auch von den Fähigkeiten sehr ähnlich. Selbst die Namen der Charaktere weisen starke Gemeinsamkeiten auf, so korreliert Shiki Ryōgi mit dem in Tsukihime vorkommenden Hauptdarsteller Shiki Tōno und Tōko Aozaki ist die in Tsukihime lediglich erwähnte Schwester von Aoko Aozaki.
Viele Namen und Besonderheiten sind dem Buddhismus entlehnt. So bedeutet der Name Shiki (識) in etwa „Bewusstsein“ und gilt in der buddhistischen Lehre als die letzte der fünf Gruppen des Anhaftens bzw. das dritte Glied der bedingten Entstehung; die Art, wie das Bewusstsein der Wesen bedingt durch ihre jeweiligen karmisch geprägten Gestaltungen die Welt über die Sinne und in Form des eigenen Denkens und Erlebens wahrnimmt. Ihr zweiter, gleich ausgesprochener, Name ist Shiki (式) und bezieht sich auf einen feierlichen und anmutigen Vorgang, als auch auf das konstruktive Modell der Mathematik, was den Charakter dieser Persönlichkeit unterstreichen soll.
Das Szenario ist bewusst so aufgebaut, dass das Wetter eine besondere Rolle spielt. Dieses steht in direkter Beziehung zu der gerade aktiven Persönlichkeit von Shiki. So ist die dritte, versteckte Persönlichkeit von Shiki immer dann aktiv, wenn es schneit, während die gewalttätige Persönlichkeit in regnerischen Szenen durchdringt. Dieses Konzept wurde auch in der Verfilmung beibehalten, so dass die Kampfszenen in Fukan Fūkei unter herabfallendem Regen ablaufen. Dabei wurde zusätzlich die Augenfarbe von Shiki als Stilmittel verwendet, so dass diese bei Wut blaurot aufleuchten, während sie in ihrer Wohnung ein graues, leeres Aussehen haben.
In der Verfilmung finden sich zahlreiche Anspielungen auf andere von Type-Moon verfilmte Werke. So trägt z. B. Shiki im ersten Film Fukan Fūkei genau den gleichen gelben Regenmantel, wie ihn der Charakter Saber aus Fate/stay night in der dritten Folge des Anime trug.

## Light Novel
Vor Erscheinen der Buchserie wurden bereits im Oktober 1998 fünf Kapitel online veröffentlicht. Diese wurden auf der auf Dōjinshi spezialisierten Internetseite von Kinoko Nasu und Takashi Takeuchi, welche die Gruppe Takebōki bildeten, kostenlos veröffentlicht. Die beiden abschließenden Kapitel wurden auf dem Comiket 56 im August 1999 angeboten. Ausgehend von diesen ersten Erfolgen gründeten sie die auf Visual Novels spezialisierte Gruppe Type-Moon. Kara no Kyōkai kann daher als ein Grundbaustein für die Entstehung und den Aufbau dieses Unternehmens angesehen werden. So trug im Gegenzug die Veröffentlichung der ersten vier Kapitel der Geschichte auf einer CD für Fans Tsukihime PLUS-DISC dazu bei, dass die Geschichte aufgrund der Reaktionen der Fans erneut auf dem Comiket 61 am 30. Dezember 2001 von Kinoko Nasu im Eigenverlag angeboten wurde.
Als am 6. August 2004 der Herausgeber Kōdansha ankündigte, dass die Serie als eine kommerzielle Veröffentlichung herausgegeben wird, erfreute sich diese einer enormen Popularität. Eine auf 5000 Stück limitierte Ausgabe war so bereits zwei Stunden nach dem Verkaufsstart vollständig vergriffen, obwohl diese mit einem Verkaufspreis von 9.800 Yen im Preis sehr hoch angesetzt war. Zusammengerechnet verkauften sich beide Ausgaben von Kara no Kyōkai (die von Kōdansha überarbeitete Fassung wurde in Form von zwei Exemplaren Kara no Kyōkai: Mae und Kara no Kyōkai: Ato angeboten) mehr als 500.000-mal.
Zusammen mit der Veröffentlichung der Filmreihe wurde auch der Roman Ende des Jahres 2007 noch einmal erneut in Druck gegeben.
- Kara no Kyōkai: Mae (8. Juni 2004, ISBN 4-06-182361-2)
- Kara no Kyōkai: Ato (8. Juni 2004, ISBN 4-06-182362-0)

## Hörspiel
Im September 2002 wurde eine Hörspiel-CD Kara no Kyōkai – the Garden of sinners von Ongoing Anime angeboten, deren Inhalt auf der Romanvorlage basiert. Jōji Nakata der bereits in den meisten vorherigen Werken von Type-Moon wichtige Rollen übernahm, sprach die Texte von Sōren Araya und war der einzige Seiyū der in der Verfilmung ebenfalls dieselbe Rolle erneut spielte. So äußerte sich Kinoko Nasu, dass auch die Mitarbeiter von Ufotable der Meinung gewesen seien und dass es keinen besseren Sprecher für Araya geben könne.

“Jōji is best for Araya. Araya is best for Jōji.”

### Sprecher
| Rolle         | japanischer Sprecher (Seiyū) |
| ------------- | ---------------------------- |
| Shiki Ryōgi   | Tomoko Kawakami              |
| Mikiya Kokutō | Kentarō Itō                  |
| Tōko Aozaki   | Kikuko Inoue                 |
| Azaka Kokutō  | Yukari Tamura                |
| Araya Sōren   | Jōji Nakata                  |

## Filmreihe

Das Logo, unter dem die Filmreihe vermarktet wird, bestehend aus den Kanji für Kara no Kyōkai, den vertikalen Kanji für Film und dem englischen Untertitel the Garden of sinners.

Auf die Frage, warum Kara no Kyōkai als Reihe von Filmen und nicht als Fernsehserie umgesetzt wurde, antwortete Kinoku Nasu, dass die Geschichte geradezu danach verlange und er alle bisherigen Wünsche entsprechend einer Animeumsetzung aufgrund von Bedenken abgelehnt hatte. Er sei der festen Überzeugung gewesen, dass wenn die Handlung, welche wie ein Gedicht verfasst ist, als Anime-Fernsehserie umgesetzt worden wäre, das Publikum sie nicht verstanden hätte und dadurch Desinteresse aufgekommen wäre. Als man ihm jedoch den Vorschlag machte, das Schriftwerk als Film umzusetzen, habe er diesem beinahe zugestimmt. Im Hinterkopf spielte er dabei mit dem Gedanken, dass die Zuschauer im Kino mit einer ganz anderen Motivation seine Geschichte verfolgen würden als am heimischen Fernseher. Dennoch stellte er sich die Umsetzung einer solch komplexen Handlung als einzelnen Film sehr schwierig vor und brach die Gespräche darüber ab. Schon der festen Überzeugung, dass es wohl nie eine Anime-Umsetzung von Kara no Kyōkai geben werde, da bereits zuvor die später erschienenen Werke von Type-Moon wie Shingetsutan Tsukihime und Fate/stay night animiert wurden, machte ihm Katsushi Ōta von Kōdansha ein weiteres Angebot. Er bat Kinoku an in einer Zusammenarbeit mit Aniplex und Ufotable die Geschichte als einen siebenteiligen Film zu veröffentlichen, woraufhin dieser einwilligte.
Auf Grundlage dieser Verhandlungen wird die in acht Kapitel gegliederte Filmreihe von Studio Ufotable animiert. Die Musikproduktion und die Vermarktung hingegen übernahm Aniplex. Die ebenfalls im Film angeführte Firma Notes ist dabei nur ein anderer Name für Type-Moon. Die Filme erschienen in deutscher Sprache bei Anime Virtuals Label Kazé auf DVD inklusive einer Audio-CD.
- Fukan Fūkei, 1. Dezember 2007
  - Thanatos., 4. Oktober 2010
- Satsujin Kōsatsu (Mae), 29. Dezember 2007
  - Mordverdacht (Teil 1), 26. November 2010
- Tsūkaku Zanryū, 9. Februar 2008
  - Verbliebener Sinn für Schmerz, 28. Januar 2011
- Garan no Dō, 24. Mai 2008
  - Der leere Tempel, 25. März 2011
- Mujun Rasen, 16. August 2008
  - Paradoxe Helix, 27. Mai 2011
- Bōkyaku Rokuon, 20. Dezember 2008
  - Verlorene Erinnerung, 29. Juli 2011
- Satsujin Kōsatsu (Ato), 2009
  - Mordverdacht (Teil 2), 30. September 2011
- Mirai Fukuin, 2013

### Synchronisation
The Garden of Sinners hat seine Synchronisation in dem Berliner Studio VSI Synchron GmbH erhalten. Dialogregie führte Reinhold Kospach.
| Rolle          | japanischer Sprecher (Seiyū) | deutscher Sprecher |
| -------------- | ---------------------------- | ------------------ |
| Shiki Ryōgi    | Maaya Sakamoto               | Petra Barthel      |
| Mikiya Kokutō  | Ken’ichi Suzumura            | Tobias Nath        |
| Tōko Aozaki    | Takako Honda                 | Christin Marquitan |
| Azaka Kokutō   | Ayumi Fujimura               | Julia Ziffer       |
| Araya Sōren    | Jōji Nakata                  | Tilo Schmitz       |
| Kirie Fujō     | Rie Tanaka                   | Cathlen Gawlich    |
| Lio Shirazumi  | Sōichiro Hoshi               | Gerrit Schmidt-Foß |
| Gakuto         | Kenji Takahashi              | Jaron Löwenberg    |
| Fujino Asagami | Mamiko Noto                  | Ilona Brokowski    |
| Misaya Ōji     | Nana Mizuki                  | Melanie Pukaß      |

## Musikveröffentlichungen
Die Single oblivious, deren gleichnamiger Titel die Titelmelodie des ersten Filmes Fukan Fūkei ist, wurde von Kalafina aufgenommen. Als Songwriter dieser neu gegründeten Gruppierung erschuf die Komponistin Yuki Kajiura sowohl die Texte als auch die Melodien. Von SME Records, einem zu Sony Music Entertainment (Japan) gehörenden Label, wurde die CD am 23. Januar 2008 in zwei Varianten, als limitierte Sammleredition und normale Single, veröffentlicht.
Eine zweite Single, die ebenfalls von der Gruppierung Kalafina aufgenommen und als Titellied des dritten Filmes verwendet wurde, erschien am 23. April 2008 unter dem Namen Re/oblivious. Sie enthielt eine Remix-Version des Titels oblivious und verschiedene andere Titel die als Hintergrundmelodie in den Filmen verwendet wurde. Sie erschien ebenfalls bei dem Label SME Records.